# Seleção Galesa de Futebol Feminino
A Seleção Galesa de Futebol Feminino representa o País de Gales no futebol feminino internacional. 
1. 1 2 3  «Women's Ranking». www.fifa.com (em inglês). Consultado em 13 de julho de 2022